# 포르투갈 백국
포르투갈 백국(포르투갈어: Condado de Portucale)은 브라가와 포르투를 거점으로, 9세기 후반에서 12세기 초반까지 현대 포르투갈 북부에 해당하는 지역에 존재했던 백국이다. 포르투갈 백작은 레온 왕국 국왕의 봉신이었다. 이 시기에 포르투갈인의 정체성과 포르투갈 왕국의 기초가 확립되었다.
영토는 현재의 포르투갈에서 북쪽 절반이었으며 현재 포르투갈의 수도인 리스본은 이 당시 포르투갈 백국의 영토가 아니었다.